# Yosoji
Yosoji est un rappeur, auteur-compositeur-interprète et comédien queer et trans français originaire du Val-d'Oise, né le 15 septembre 1990 à Eaubonne. Il est surtout connu pour avoir été, et encore à ce jour, le seul homme trans ayant participé aux Rap Contenders. Il a d'abord été plus connu sous le surnom de Camélia Pand'or, en référence au personnage mythologique de Pandore, avant de se renommer Yosoji en 2018 après sa transition puis Aliasjazz en 2021. Il a publié un album, 2 mixtapes et 2 EP depuis 2013.

## Carrière dans le rap

### Les débuts (2010-2013)
En 2010, Pand'or participe à des freestyles sur Radio Campus Paris où il y côtoie, entre autres, Nekfeu et Swift Guad,. Cela lui permet de gagner en notoriété et il arrive à signer avec le label L'Or Noir, qui produit notamment le groupe 1995 dont Nekfeu fait notamment partie. En juin 2011, il publie sur son compte YouTube le titre Twenty qui lui fait gagner en notoriété dans le milieu spécialisé du hip-hop français. Il fait alors partie du groupe Street Rockaz Family, une association de musiciens/chanteurs, aux côtés de Dony S, le créateur des Rap Contenders, et Wojtek, qui a gagné 4 fois cette ligue.

### Les passages aux Rap Contenders
En 2011, Camélia participe à la Draft 2 des Rap Contenders, qui est alors la seule ligue de clash en France, il se fait appeler Pand'or. Il affronte Meksa'Peal et se fait assez remarquer pour obtenir sa place dans un battle des Rap Contenders 3 contre Jazzy Bazz, qui est alors l'une des têtes d'affiches de cet événement. Ce duel tourne à l'avantage de son adversaire puisque les juges votent unanimement pour lui, à cause du fait que Pand'or a oublié une grande partie de son texte et n'a donc pas été en mesure de rivaliser avec son adversaire,. Cela reste sa seule et unique apparition dans la ligue puisqu'il a décliné la proposition de combattre en double au côté de Wojtek alors que celui-ci est la figure emblématique de l'évènement. La vidéo de son battle sur YouTube compte, le 8 avril 2020, 2,89 millions de vues, offrant une grande visibilité à l'artiste. Ainsi, son passage aux Rap Contenders a contribué à accroître sa célébrité même s'il a avoué dans une interview ne pas l'avoir forcément bien vécu « Parce qu’il y a des moments où je regrette, je te le dis franchement. Tu te prends la tête à écrire tes morceaux, et finalement les gens te connaissent pour un seul battle. Je vois qu’on me reconnaît parfois dans la rue… et je sais que ce n’est pas parce que je fais des morceaux. ».

### Les projets musicaux (depuis 2013)
En 2013, grâce à son label, Pand'or commence à enregistrer des chansons qu'il réunit gratuitement en mars 2013 dans l'album Dans ma boite, qui fait référence à la Boîte de Pandore. Son projet a été produit par la Street Rockaz et Clem Beatz, un Beatmaker. On peut notamment y retrouver une collaboration musicale avec Georgio. Le 3 juin, il publie son premier EP intitulé Le Cul entre deux 16, « en rapport aux 16 syllabes que doivent utiliser les rappeurs dans leurs titres ». Il est composé de 9 titres tous produits par le Dj Flev. Selon les propres dires de Pand'or, ce projet est grandement influencé par le hip-hop new-yorkais notamment dans les instrumentales choisies. Il se considère comme un lyriciste et comme plus proche de la poésie que du rap français actuel. Cet EP contient notamment le titre assez sombre L'Impasse, dans lequel il évoque ses problèmes d'alcoolisme « Et j'suis pas net, frère, j'attends la mort vite, regardant honteusement le fond de mes canettes d'alcool vides ».
En 2014, Camélia sort un deuxième album, qui sera le dernier sous le nom de Pand'or. Il le nomme Dans ma boite volume 2, en référence à son premier album. Il est toujours produit par la Street Rockaz. Les thèmes principaux évoqués sont l'amitié, la fierté et l'authenticité. Il est donc dans la continuité de son premier album et cherche à montrer qu'il n'a pas changé. On y trouve le titre La Poignée de Punchlines #14, qui fait partie d'une des 50 chansons de l'album La Poignée de Punchlines paru en 2013, où l'objectif est de réussir à caser 20 mots, ou noms communs, imposés par le producteur Give Me Five Prod. Roméo Elvis est présent sur le projet.

## Carrière au cinéma
En 2013, après avoir été contacté par Fred Nicolas, il se présente au casting du film Max et Lenny malgré une longue hésitation. Il décroche le rôle de Lenny, une mère célibataire passionnée par le rap. Il qualifie son rôle comme « la plus belle expérience de ma vie et pourtant, j’en ai vécu des choses » . Il est aussi le créateur de la bande originale du film. Pour la promotion, il est reçu aux côtés de Jisca Kalvanda, l'actrice principale du film, dans l'émission On n'est pas couché du 14 février 2015 animée par Laurent Ruquier où il reçoit de bonnes critiques pour son rôle.

## Vie privée
Le 14 juillet 2018, via son compte Facebook, l'artiste, qui a déménagé à Montréal en 2017, annonce publiquement qu'il est transgenre. Après près de 4 ans d'inactivité, il annonce avoir recommencé à écrire et se produit en 2018 au festival Fierté Montréal qui décrit l'activité de l'artiste ainsi : « Son rap s'inscrit dans une mouvance introspective, consciente et réfléchie. Le fond avant la forme. La plume incisive, le flow mitraillette. Marginal, révolté, et sensible, il utilise le rap comme exutoire, comme moyen de s'exprimer mais surtout d'exister. »

## Discographie
- 2011 : Le Cul Entre Deux 16
- 2013 : Dans ma boîte
- 2014 : Dans ma boîte, vol. 2
- 2023 : Echappée Belle

## Filmographie
- 2015 : Max et Lenny